# Sphenoparme hobwensis
Sphenoparme hobwensis är en klomaskart som beskrevs av Reid 1996. Sphenoparme hobwensis ingår i släktet Sphenoparme och familjen Peripatopsidae. Inga underarter finns listade i Catalogue of Life.